# Microgaster punctithorax
Microgaster punctithorax är en stekelart som beskrevs av Xu och He 2000. Microgaster punctithorax ingår i släktet Microgaster och familjen bracksteklar. Inga underarter finns listade i Catalogue of Life.